# Trifecta

Trifecta

Na corrida de cavalos, uma trifecta é uma única aposta que prevê o primeiro, o segundo e o terceiro lugares, na ordem exata.
O termo também é usado nos esportes significando três pontos de uma vez (hat-trick), ou três êxitos em três tentativas consecutivas, como no críquete.
Conhecido como trifecta nos EUA e na Austrália,  é conhecido como tricast no Reino Unido,  um tierce em  Hong Kong,  um triactor no  Canadá  e um tiercé na França .  Um trio, oferecido em Hong Kong e na  França, é uma variação em que a ordem dos cavalos não é relevante.   

## Variações

### Encaixotado
Uma trifeta "em caixa" é onde três cavalos são selecionados, e o jogador ganha se esses três cavalos terminarem em primeiro lugar em qualquer ordem. Known as a trifecta in the US and Australia,  As apostas box são efetivamente equivalentes a fazer apostas trifecta padrão em todos os seis resultados possíveis dos cavalos selecionados. Por exemplo, uma trifeta de cavalos numerados 6, 7 e 9 vence se os cavalos terminarem em qualquer uma destas combinações de resultados:
- 6, 7, 9
- 6, 9, 7
- 7, 6, 9
- 7, 9, 6
- 9, 6, 7
- 9, 7, 6.

### Banqueiro
Um cavalo (o "banqueiro") é escolhido para vencer a corrida, e duas ou mais seleções são encaixotadas para ficar em segundo e terceiro. O “banqueiro” deve vencer em todas as combinações possíveis. Por exemplo, se o cavalo número 2 for a banca e as outras três opções forem numeradas 6, 7 e 8, então há um total de seis combinações possíveis para uma aposta vencedora:
- 2, 6, 7
- 2, 6, 8
- 2, 7, 6
- 2, 7, 8
- 2, 8, 6
- 2, 8, 7.

### Banqueiro itinerante ou banqueiro múltiplo
Um cavalo (o "banqueiro") é escolhido para terminar entre os três primeiros, e três ou mais seleções são encaixotadas para as outras duas colocações - o banqueiro deve terminar em 1º, 2º ou 3º em cada combinação possível. Por exemplo, se o cavalo número 6 for a banca e os cavalos número 7, 8 e 9 forem as seleções, então há um total de dezoito combinações para uma aposta vencedora, cada uma com o cavalo número 6, por exemplo:
- 6, 7, 8
- 7, 6, 8
- 7, 8, 6
- 6, 8, 9
- 8, 9, 6,.